# Liste der Biografien/Care
Liste der Biografien |
Portal Biografien |
Personensuche
# |
A |
B |
C |
D |
E |
F |
G |
H |
I |
J |
K |
L |
M |
N |
O |
P |
Q |
R |
S |
T |
U |
V |
W |
X |
Y |
Z |
?
 
Ca |
Cb |
Cc |
Ce |
Ch |
Ci |
Cj |
Ck |
Cl |
Cm |
Cn |
Co |
Cr |
Cs |
Ct |
Cu |
Cv |
Cw |
Cy |
Cz
 
Caa–Cag |
Cah |
Cai |
Caj |
Cak |
Cal |
Cam |
Can |
Cao–Cap |
Caq |
Car |
Cas |
Cat–Caz
 
Cara |
Carb |
Carc |
Card |
Care |
Carf |
Carg |
Carh |
Cari |
Carj |
Cark |
Carl |
Carm |
Carn |
Caro |
Carp |
Carq |
Carr |
Cars |
Cart |
Caru |
Carv |
Carw |
Cary |
Carz
Die Liste der Biografien führt alle Personen auf, die in der deutschsprachigen Wikipedia einen Artikel haben. Dieses ist eine Teilliste mit 187 Einträgen von Personen, deren Namen mit den Buchstaben „Care“ beginnt.

## Care
- Care, Danny (* 1987), englischer Rugby-Union-Spieler

### Carea
- Careaga Pérez, Gloria (* 1947), mexikanische Sozialpsychologin, Feministin und LGBT-Aktivistin

### Carec
- Careca (* 1960), brasilianischer Fußballspieler

### Cared
- Careddu, Stefania (* 1945), italienische Schauspielerin

### Careg
- Caregaro, Martina (* 1992), italienische Tennisspielerin
- Careggio, Alberto Maria (* 1937), italienischer Geistlicher und emeritierter Bischof von Ventimiglia-San Remo

### Carel
- Carel, Antonia (1849–1939), deutsche Schriftstellerin
- Carel, Kurt (* 1928), deutscher Fußballspieler
- Carel, Roger (1927–2020), französischer Schauspieler und Synchronsprecher
- Careless, J. M. S. (1919–2009), kanadischer Historiker
- Carell, Carl Heinz (1893–1958), deutscher Bühnen- und Filmschauspieler, Autor sowie Hörspiel- und Synchronsprecher
- Carell, Gösta (1888–1962), schwedischer Bildhauer und Medailleur
- Carell, Lianella (1927–2000), italienische Schauspielerin und Autorin
- Carell, Paul (1911–1997), deutscher NS-Funktionär, Autor
- Carell, Steve (* 1962), US-amerikanischer Schauspieler und KomikerSteve Carell (* 1962)

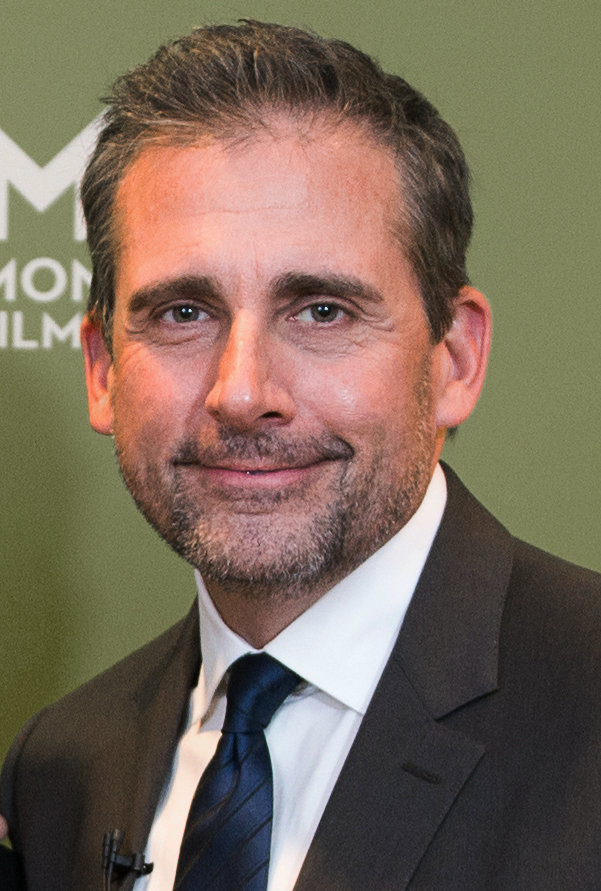
Steve Carell (* 1962)

- Carell, Thomas (* 1966), deutscher Chemiker
- Carella, Antonio (* 1949), italienischer Filmregisseur und Dokumentarfilmer
- Carella, Samuele (* 2006), deutsch-italienischer Fußballspieler
- Carelli, Emma (1877–1928), italienische Opernsängerin
- Carelli, Francesco (1758–1832), italienischer Numismatiker und Altertumsforscher
- Carels, Henri (1927–2009), belgischer Jazzmusiker
- Carelse, Luke (* 1993), südafrikanischer Eishockeyspieler
- Carelsen, Fie (1890–1975), niederländische Schauspielerin
- Carelsz., Pieter († 1653), holländischer Maler

### Carem
- Carême, Baptiste (* 1985), französischer Badmintonspieler
- Carême, Damien (* 1960), französischer Politiker (früher PS, jetzt EELV), MdEP
- Carême, Marie-Antoine (1784–1833), französischer Koch und KonditorMarie-Antoine Carême (1784–1833)

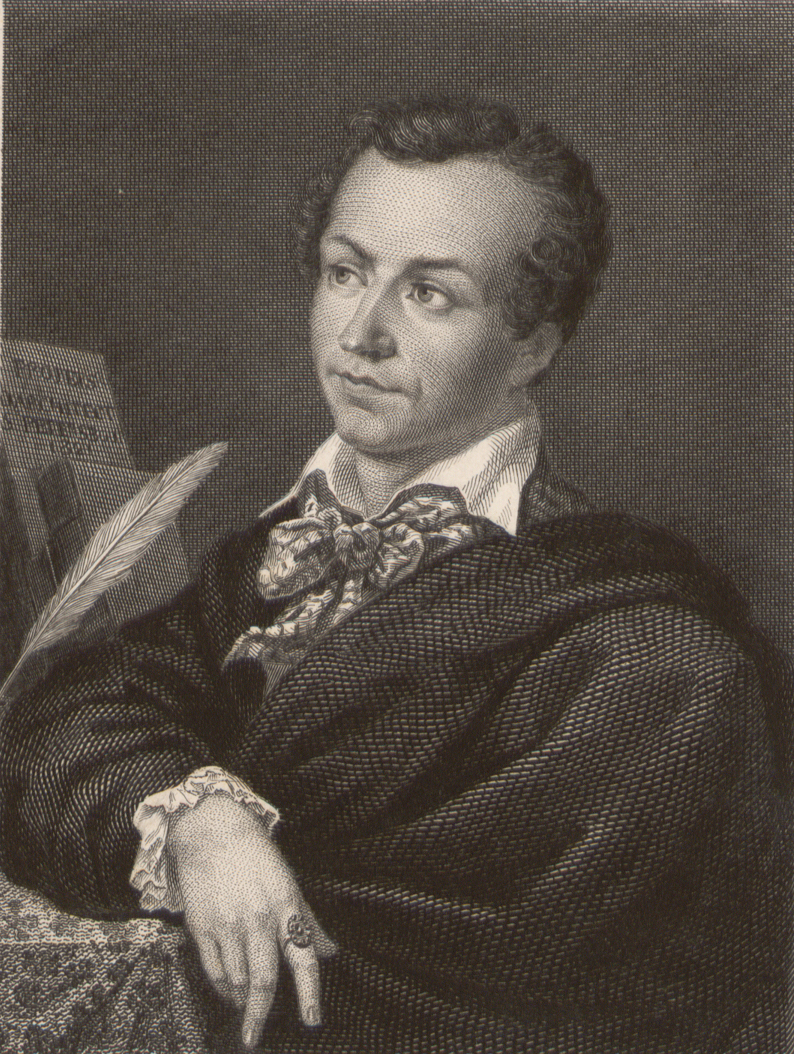
Marie-Antoine Carême (1784–1833)

- Carême, Maurice (1899–1978), belgischer Schriftsteller

### Caren
- Carén, Romana (* 1979), österreichische Filmemacherin, Schauspielerin und Gesangslehrerin
- Carena, Anna (1899–1990), italienische Schauspielerin
- Carena, Esther (1889–1972), deutsche Schauspielerin und Kostümbildnerin
- Carena, Felice (1879–1966), italienischer Maler
- Carena, Felice (1885–1937), italienischer Komponist
- Carena, Hildegund (* 1923), deutsche Sängerin und Komponistin
- Carène, Boris (* 1985), französischer Radrennfahrer aus Guadeloupe
- Carène, Maxime (* 2001), französischer Basketballspieler
- Carens, Joseph H. (* 1945), Politikwissenschaftler und Hochschullehrer
- Carentinus, vierter überlieferter Bischof von Köln

### Careq
- Carequinha (1915–2006), brasilianischer Clown und Schauspieler

### Carer
- Careri, Giorgio (1922–2008), italienischer Physiker

### Cares
- Caresana, Cristoforo († 1709), italienischer Komponist, Organist und Sänger des Barock
- Caresini, Rafaino de’ († 1390), venezianischer Geschichtsschreiber und Großkanzler
- Caressa, Fabio (* 1967), italienischer Sportjournalist, Fernsehmoderator und Autor
- Carestini, Giovanni (1700–1760), italienischer Opernsänger und Kastrat (Sopran/Alt)

### Caret
- Careta, Alba (* 1995), spanische Jazzmusikerin (Trompete, Gesang, Komposition)
- Caretene († 506), burgundische Königin
- Carette, Jacques (* 1947), französischer Leichtathlet
- Carette, Julien (1897–1966), französischer Schauspieler
- Caretti, Lanfranco (1915–1995), italienischer Philologe und Literaturkritiker
- Caretto, Anna Sylvia († 1664), Ehefrau des Markgrafen Leopold Wilhelm von Baden-Hochberg
- Caretto, Patty (* 1951), US-amerikanische Schwimmerin
- Carettoni, Renato (1952–2024), Schweizer Basketballtrainer

### Carev
- Carević, Josip Marija (1883–1945), jugoslawischer Priester, Bischof von Dubrovnik
- Carević, Mario (* 1982), kroatischer Fußballspieler und -trainer

### Carew
- Carew Pole, John (1902–1993), britischer Adliger und Offizier
- Carew Pole, Richard (1938–2024), britischer Adliger
- Carew, Alexander († 1644), englischer Adliger, Politiker und Militär
- Carew, Bampfylde Moore (1693–1759), englischer Betrüger und Volksheld
- Carew, Coventry († 1748), britischer Adliger und Politiker
- Carew, Edmund († 1513), englischer Adliger und Militär
- Carew, Francis († 1611), englischer Adliger und Politiker, Abgeordneter des House of Commons
- Carew, Francis, englischer Adliger, Marineoffizier und Politiker, Abgeordneter des House of Commons
- Carew, Francis (* 1602), englischer Adliger und Politiker, Abgeordneter des House of Commons
- Carew, Gawain, englischer Adliger, Militär und Politiker, Abgeordneter des House of Commons
- Carew, George († 1583), englischer anglikanischer Geistlicher
- Carew, George († 1545), englischer Militär und Politiker
- Carew, George († 1612), englischer Diplomat und Politiker
- Carew, George, 1. Earl of Totnes (1555–1629), englischer Adliger, Militär und Politiker
- Carew, Henry († 1681), englischer Adliger
- Carew, John († 1324), englischer Ritter
- Carew, John († 1362), englischer Militär und Beamter in Irland
- Carew, John, englischer Politiker
- Carew, John (1622–1660), englischer Politiker, Abgeordneter des House of Commons
- Carew, John (1901–1968), irischer Politiker
- Carew, John (* 1979), norwegischer Fußballspieler und SchauspielerJohn Carew (* 1979)

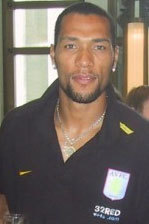
John Carew (* 1979)

- Carew, John F. (1873–1951), US-amerikanischer Jurist und Politiker
- Carew, John, 3. Baronet († 1692), englischer Adliger und Politiker
- Carew, Mary (1913–2002), US-amerikanische Leichtathletin
- Carew, Matthew (* 1531), englischer Anwalt und Ritter
- Carew, Nicholas, englischer Ritter
- Carew, Nicholas († 1539), englischer Diplomat und Rittmeister Heinrich VIII.
- Carew, Nicholas, englischer Adliger und Politiker, Abgeordneter des House of Commons
- Carew, Nicholas († 1688), englischer Politiker, Abgeordneter des House of Commons
- Carew, Nicholas, 1. Baronet († 1727), britischer Adliger und Politiker, Abgeordneter des House of Commons
- Carew, Peter, englischer Abenteurer, Militär und Politiker
- Carew, Richard († 1520), englischer Ritter
- Carew, Richard (1555–1620), englischer Politiker und Schriftsteller
- Carew, Richard, englischer Politiker, Abgeordneter des House of Commons
- Carew, Richard, 1. Baronet, englischer Adliger, Politiker und Schriftsteller
- Carew, Robert († 1829), anglo-irischer Politiker
- Carew, Robert, 1. Baron Carew (1787–1856), britischer Adliger und Politiker
- Carew, Robert, 2. Baron Carew (1818–1881), britischer Adliger und Politiker
- Carew, Rod (* 1945), panamaischer Baseballspieler
- Carew, Roger († 1590), englischer Politiker, Abgeordneter des House of Commons
- Carew, Thomas, englischer Militär
- Carew, Thomas († 1564), englischer Politiker
- Carew, Thomas (1594–1640), englischer Dichter
- Carew, Thomas († 1681), englischer Politiker, Abgeordneter des House of Commons
- Carew, Thomas († 1705), englischer Militär und Politiker, Abgeordneter des House of Commons
- Carew, Thomas († 1766), britischer Politiker, Abgeordneter des House of Commons
- Carew, Thomas, 1. Baronet, englischer Adliger und Politiker, Abgeordneter des House of Commons
- Carew, William Aquin (1922–2012), kanadischer Geistlicher, römisch-katholischer Erzbischof und Diplomat
- Carew, William, 5. Baronet (1689–1744), britischer Adliger und Politiker, Mitglied des House of Commons
- Carew, Wymond (1498–1549), englischer Höfling und Politiker
- Carewe, Edwin (1883–1940), US-amerikanischer Stummfilmschauspieler, Filmregisseur, Filmproduzent und Drehbuchautor

### Carey
- Carey, Alex (1922–1987), australischer Schriftsteller und Sozialpsychologe
- Carey, Alex (* 1991), australischer Cricketspieler
- Carey, Catherine († 1569), Lady of the Bedchamber der englischen Königin Elisabeth I.Catherine Carey († 1569)

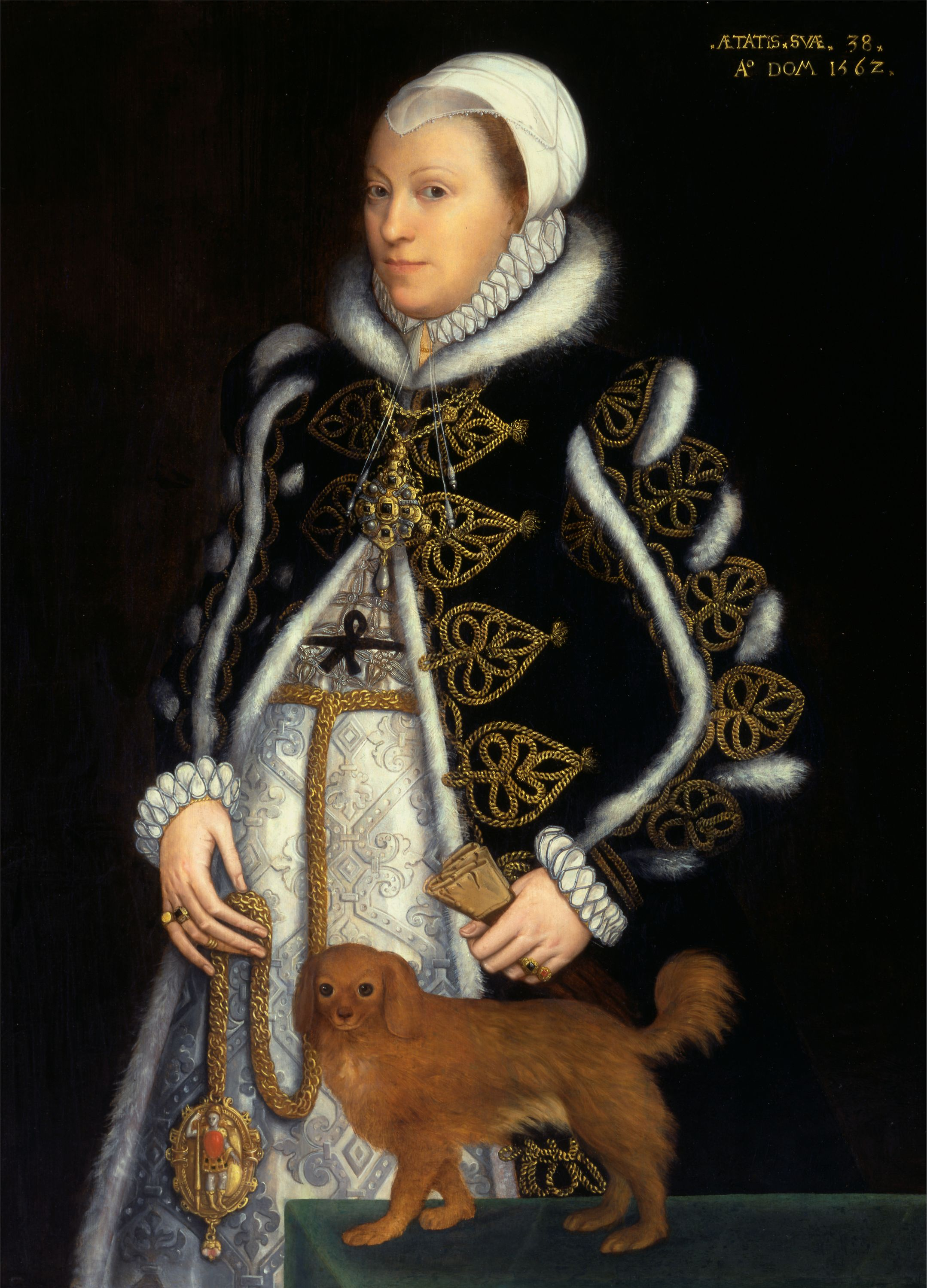
Catherine Carey († 1569)

- Carey, Charles, US-amerikanischer Filmregisseur, Filmproduzent und Autor
- Carey, Charlotte (* 1996), walisische Tischtennisspielerin
- Carey, Chase (* 1953), US-amerikanischer Unternehmer
- Carey, Christian (* 1973), US-amerikanischer Komponist, Musikwissenschaftler und -pädagoge
- Carey, Clare (* 1967), simbabwisch-US-amerikanische Schauspielerin
- Carey, Danny (* 1961), US-amerikanischer SchlagzeugerDanny Carey (* 1961)

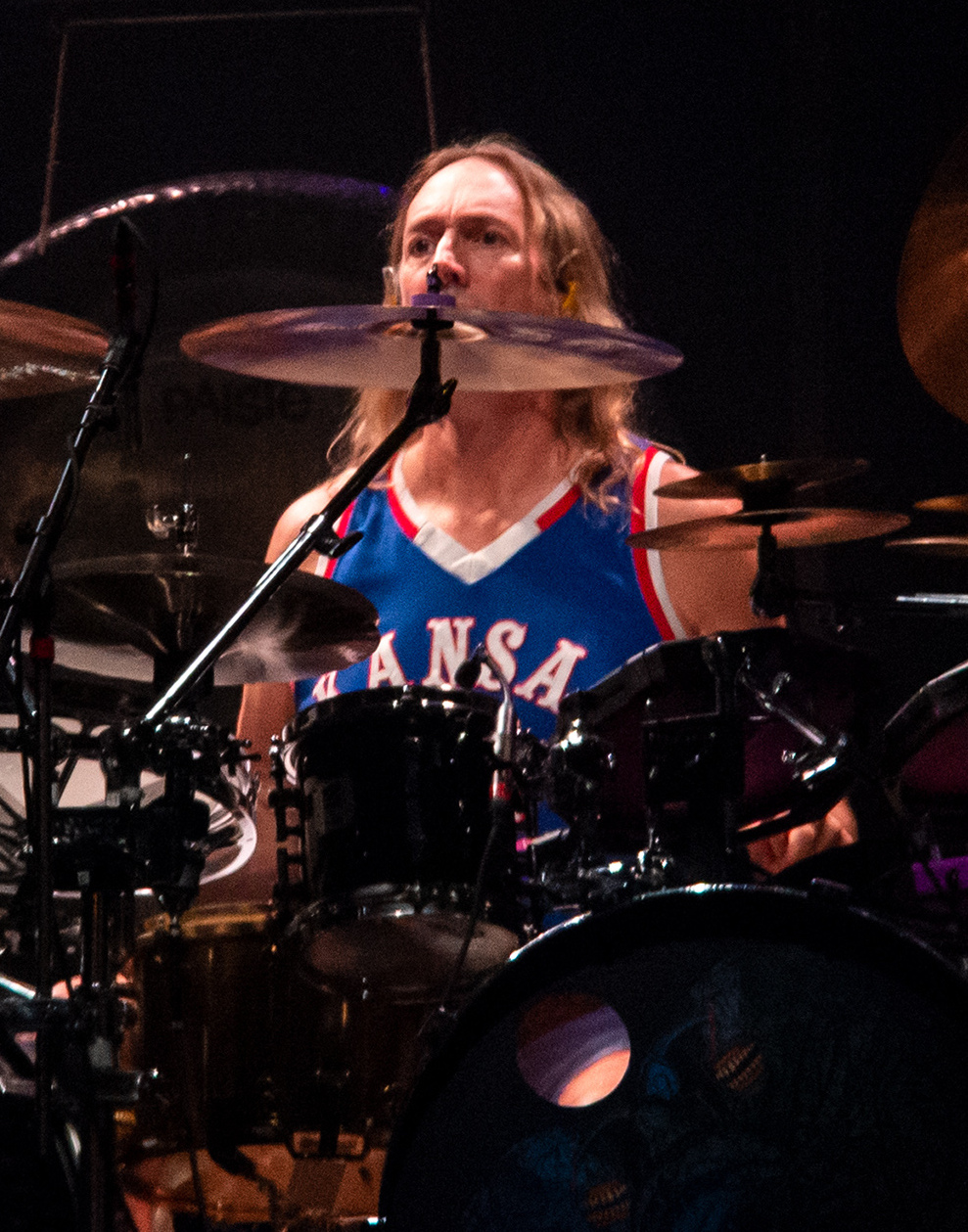
Danny Carey (* 1961)

- Carey, Dave (1914–1999), britischer Musiker, Jazzforscher und Bandleader
- Carey, Dave (1926–2019), US-amerikanischer Musiker (Perkussion, Komposition)
- Carey, Denis (1872–1947), irischer Hammerwerfer
- Carey, Diane (* 1954), US-amerikanische Schriftstellerin
- Carey, Don (* 1947), US-amerikanischer Schiedsrichter im American Football
- Carey, Donal (* 1937), irischer Politiker (Fine Gael) für Irland
- Carey, Drew (* 1958), US-amerikanischer Komiker, Showmaster, Schauspieler, Drehbuchautor und Fernsehproduzent
- Carey, Duane G. (* 1957), US-amerikanischer Astronaut
- Carey, Eddie (* 1960), US-amerikanischer Sprinter
- Carey, Edward (* 1970), britischer Schriftsteller und Dramatiker
- Carey, Emily (* 2003), britische Schauspielerin
- Carey, Ernestine Gilbreth (1908–2006), US-amerikanische Autorin
- Carey, George († 1616), englischer Adliger und Politiker, Abgeordneter des House of Commons
- Carey, George (1892–1974), britisch-kanadischer Eishockeyspieler
- Carey, George Leonard (* 1935), englischer Geistlicher, Erzbischof von Canterbury
- Carey, George R. (1851–1906), US-amerikanischer Erfinder
- Carey, George, 2. Baron Hunsdon (1548–1603), englischer Adliger, Höfling und Förderer des Theaters
- Carey, Harry junior (1921–2012), US-amerikanischer FilmschauspielerHarry Carey junior (1921–2012)

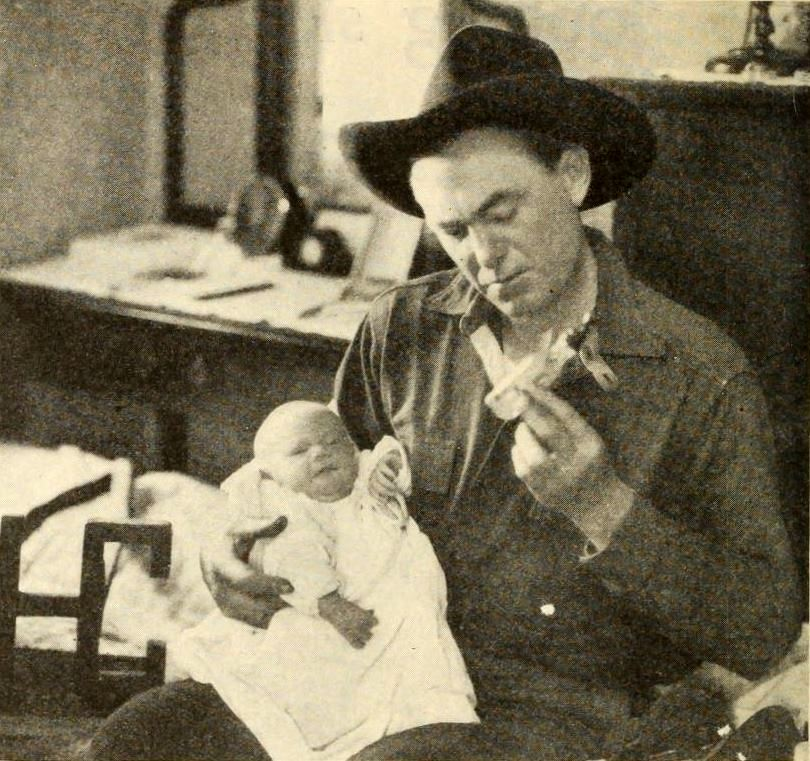
Harry Carey junior (1921–2012)

- Carey, Harry senior (1878–1947), US-amerikanischer Schauspieler, Drehbuchautor und Regisseur
- Carey, Henry († 1743), englischer Dichter und Komponist
- Carey, Henry Charles (1793–1879), US-amerikanischer Nationalökonom
- Carey, Henry, 1. Baron Hunsdon (1526–1596), englischer Höfling und Cousin von Elisabeth I.
- Carey, Hugh (1919–2011), US-amerikanischer Politiker
- Carey, Ian (1975–2021), US-amerikanischer House-DJ und Musikproduzent
- Carey, Ida (1891–1982), neuseeländische Malerin und Kunstlehrerin
- Carey, Jack (1889–1934), US-amerikanischer Posaunist und Bandleader des frühen New Orleans Jazz
- Carey, Jacqueline (* 1964), amerikanische Autorin historischer Fantasyromane
- Carey, Jade (* 2000), US-amerikanische Kunstturnerin
- Carey, Jim (* 1974), US-amerikanischer Eishockeyspieler
- Carey, Joe (* 1975), irischer Politiker (Fine Gael) für Irland
- Carey, John (1792–1875), US-amerikanischer Politiker
- Carey, John (* 1934), britischer Literaturhistoriker und -kritiker
- Carey, Johnny (1919–1995), irischer Fußballspieler und -trainer
- Carey, Joseph Maull (1845–1924), US-amerikanischer Jurist und Politiker
- Carey, Joyce (1898–1993), britische Schauspielerin
- Carey, Kenneth (1893–1981), US-amerikanischer Segler
- Carey, Leslie I. (1895–1984), US-amerikanischer Toningenieur
- Carey, Macdonald (1913–1994), US-amerikanischer Schauspieler
- Carey, Mariah (* 1969), US-amerikanische SängerinMariah Carey (* 1969)

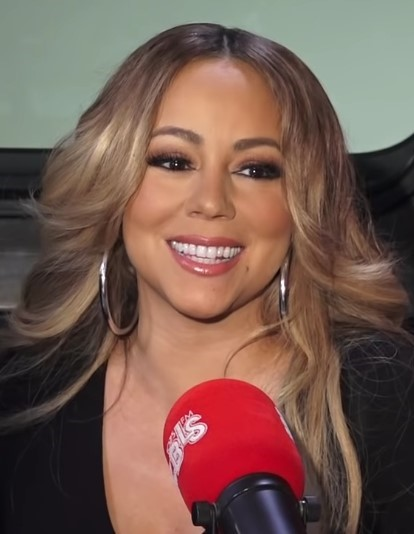
Mariah Carey (* 1969)

- Carey, Mary (* 1980), US-amerikanisches Model und ehemalige Pornodarstellerin
- Carey, Mary Virginia (1925–1994), US-amerikanische Schriftstellerin
- Carey, Max (1890–1976), US-amerikanischer Baseballspieler und -manager
- Carey, Michael (* 1960), US-amerikanischer Offizier, Generalmajor der US Air Force
- Carey, Michele (1943–2018), US-amerikanische Schauspielerin
- Carey, Michelle (* 1981), irische Sprinterin
- Carey, Mike (* 1949), US-amerikanischer Schiedsrichter im American Football
- Carey, Mike (* 1971), US-amerikanischer Politiker der Republikanischen Partei
- Carey, Mutt (1891–1948), US-amerikanischer Jazz-Trompeter
- Carey, Nicola (* 1993), australische Cricketspielerin
- Carey, Olive (1896–1988), US-amerikanische Filmschauspielerin
- Carey, Pat (* 1947), irischer Politiker (Fianna Fáil)
- Carey, Patrick (1916–1994), britischer Filmproduzent und -regisseur, Kameramann und Drehbuchautor
- Carey, Paul (* 1988), US-amerikanischer Eishockeyspieler
- Carey, Peter (* 1943), australisch-amerikanischer SchriftstellerPeter Carey (* 1943)

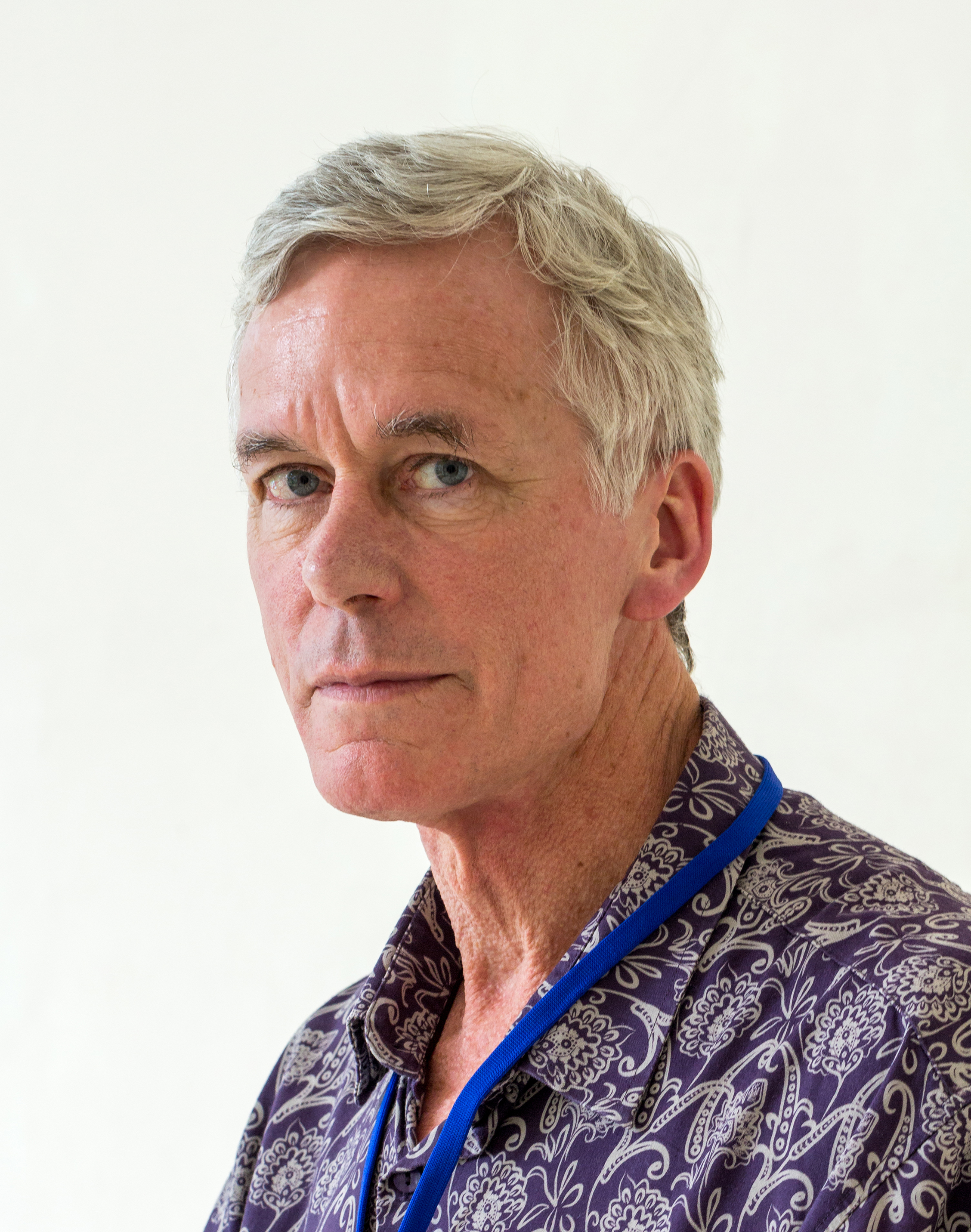
Peter Carey (* 1943)

- Carey, Philip (1925–2009), US-amerikanischer Schauspieler
- Carey, Richard (* 1963), US-amerikanischer Schwimmer
- Carey, Robert D. (1878–1937), US-amerikanischer Politiker
- Carey, Roland (1933–2019), Schweizer Schauspieler
- Carey, Ron, US-amerikanischer Politiker
- Carey, Ron (1935–2007), US-amerikanischer Schauspieler
- Carey, Ron (1936–2008), US-amerikanischer Gewerkschaftsführer
- Carey, Sabine C. (* 1974), deutsch-britische Politikwissenschaftlerin
- Carey, Samuel Warren (1911–2002), australischer Geologe
- Carey, Shane (* 1978), irischer Springreiter
- Carey, Sheila (* 1946), britische Mittelstreckenläuferin
- Carey, Susan (* 1942), US-amerikanische Psychologin und Kognitionswissenschaftlerin
- Carey, Timothy (1929–1994), US-amerikanischer Schauspieler und Regisseur
- Carey, Tony (* 1953), US-amerikanischer RockmusikerTony Carey (* 1953)

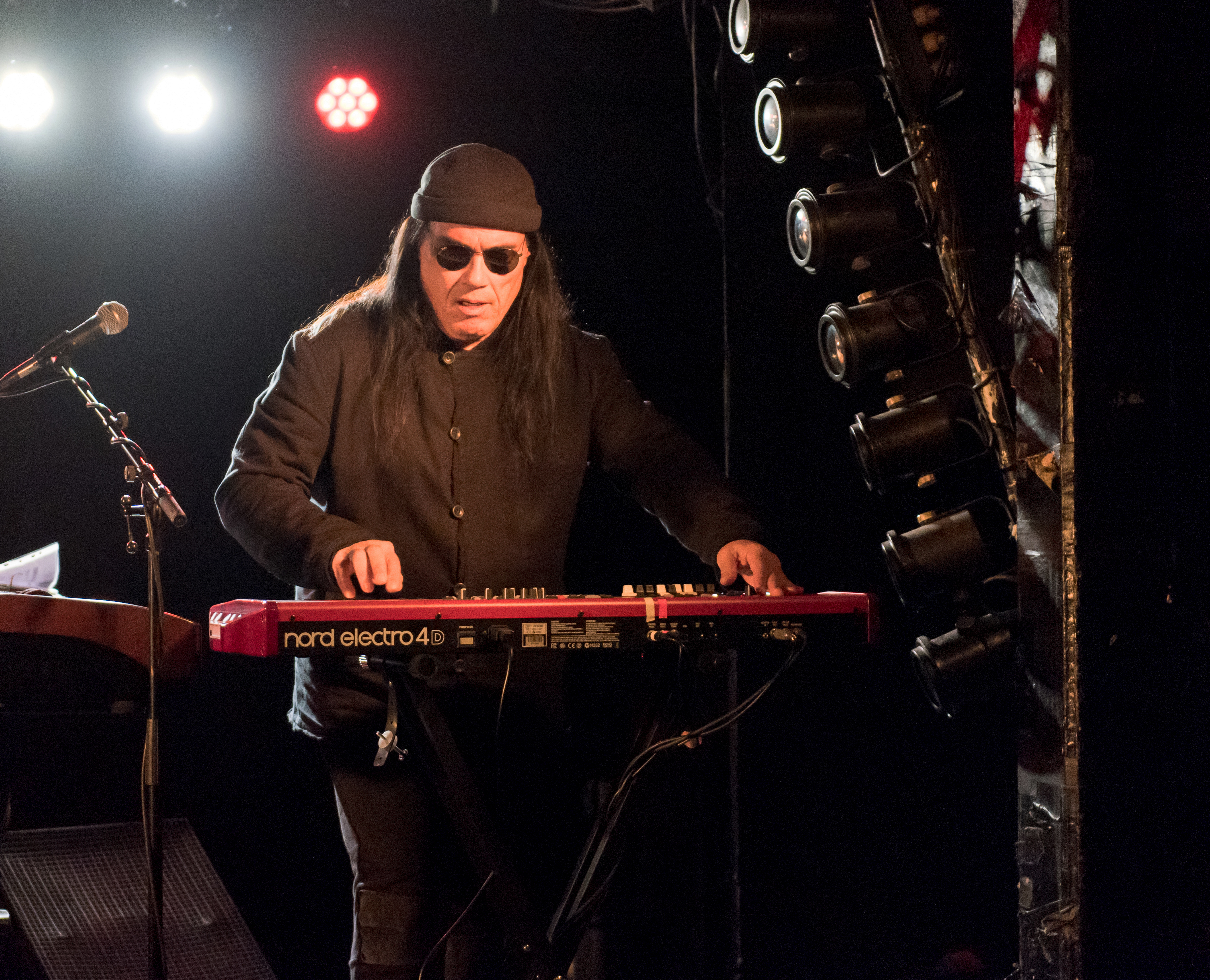
Tony Carey (* 1953)

- Carey, Vernon (* 2001), US-amerikanischer Basketballspieler
- Carey, Vivien, britische Filmproduzentin
- Carey, William († 1528), englischer Höfling und Protegé Heinrichs VIII.
- Carey, William (1761–1834), englischer Botaniker, baptistischer Pastor und Missionar, Gründer der Baptist Missionary Society

### Carez
- Carez, Fernand (* 1905), belgischer Eishockeyspieler